# Bulbophyllum sciaphile
Bulbophyllum sciaphile är en orkidéart som beskrevs av Jean Marie Bosser. Bulbophyllum sciaphile ingår i släktet Bulbophyllum och familjen orkidéer. Inga underarter finns listade i Catalogue of Life.